# Placówka Straży Celnej „Nowa Wieś” (Bakałarzewo)

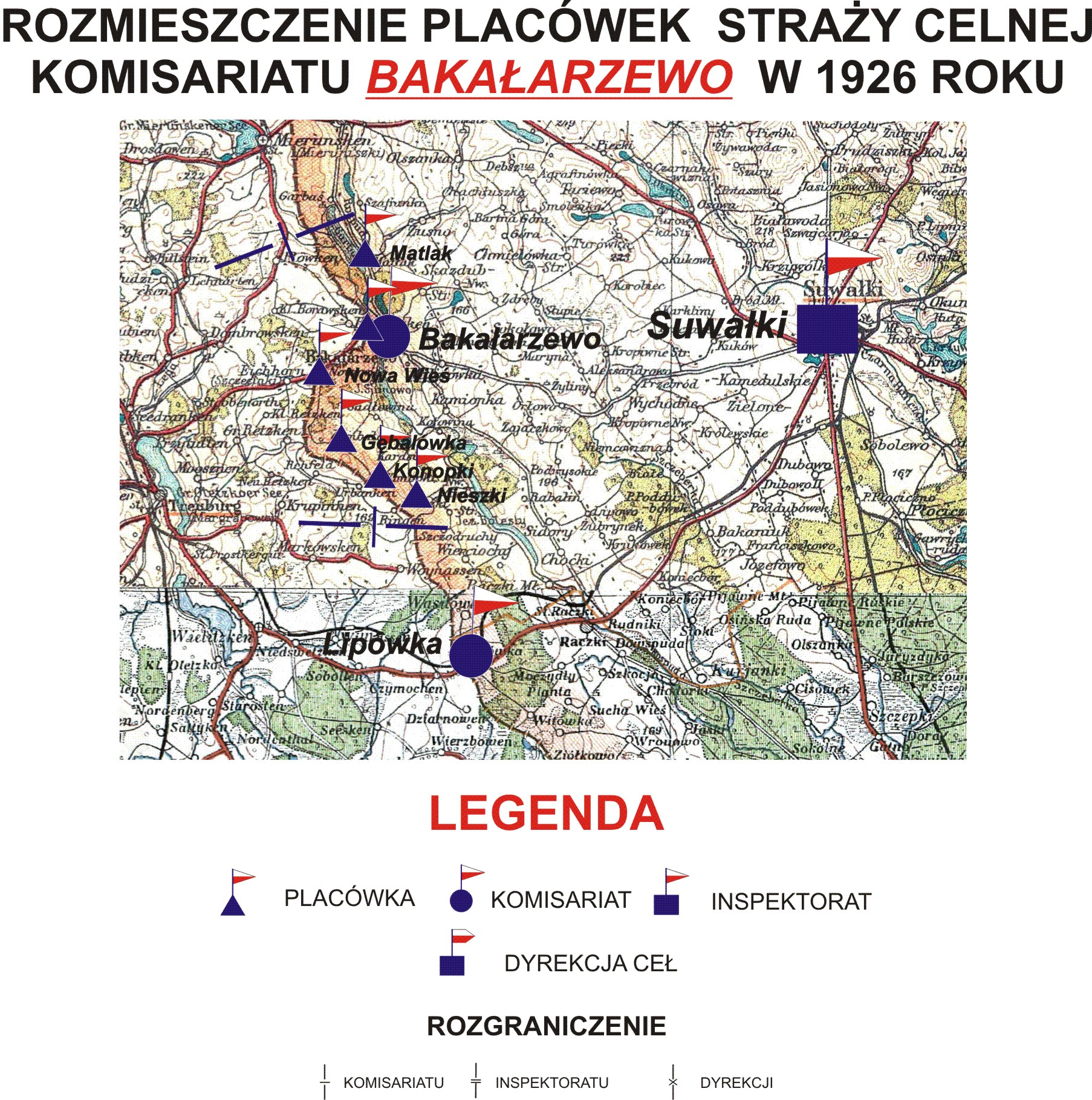
Rozmieszczenie placówek SC komisariatu "Bakałarzewo" w 1926 roku

Placówka Straży Celnej „Nowa Wieś” – jednostka organizacyjna Straży Celnej pełniąca w okresie międzywojennym służbę ochronną na granicy polsko-niemieckiej.

## Formowanie i zmiany organizacyjne
Na wniosek Ministerstwa Skarbu, uchwałą z 10 marca 1920 roku, powołano do życia Straż Celną. Od połowy 1921 roku jednostki Straży Celnej rozpoczęły przejmowanie odcinków granicy od pododdziałów Batalionów Celnych. Proces tworzenia Straży Celnej trwał do końca 1922 roku. Placówka Straży Celnej „Nowa Wieś” weszła w podporządkowanie komisariatu Straży Celnej „Bakałarzewo” z Inspektoratu SC „Suwałki”.
W drugiej połowie 1927 roku przystąpiono do gruntownej reorganizacji Straży Celnej. W praktyce skutkowało to rozwiązaniem tej formacji granicznej. Ochronę północnej, zachodniej i południowej granicy państwa przejęła powołana z dniem 2 kwietnia 1928 roku Straż Graniczna.
Jeszcze w roku 1927 Inspektorat Straży Celnej „Suwałki” przekazał rejon ochranianej granicy państwowej jednostkom Korpusu Ochrony Pogranicza, a konkretnie batalionowi odwodowemu KOP „Suwałki”. W tym celu na granicy polsko-pruskiej rozwinięto strażnice kompanii granicznej  KOP „Filipów”, która przejęła służbę graniczną od rozformowanych komisariatów straży celnej. 

## Służba graniczna
Sąsiednie placówki
- placówka Straży Celnej „Bakałarzewo” ⇔ placówka Straży Celnej „Gębalówka” – 1926[8]

## Funkcjonariusze placówki
Kierownicy placówki
| stopień    | imię i nazwisko, numer | okres pełnienia służby | kolejne stanowisko |
| ---------- | ---------------------- | ---------------------- | ------------------ |
| przodownik | Szymon Hańczak (6)     | był w 1926             |                    |